# Gubernia de Voroneje
Gubernia de Voroneje (russo: Воронежская губерния, Voronezhskaya guberniya; ucraniano: Воронізька губернія) foi uma divisão administrativa do Czarado da Rússia, o Império Russo, e o antigo governo russo 1779 e de 1796 até 1928. Sua sede foi estabelecida em Voronezh desde 1725.
O gubernia estava localizado no sul da parte europeia do Império Russo. Em 1928, o gubernia foi abolido e sua área foi incluída no recém-criado Oblast Central da Terra Negra.